# Solbergsån
Der Solbergsån ist ein Fluss in der schwedischen Gemeinde Örnsköldsvik, in der Provinz Västernorrlands län. Er hat eine Länge von ca. 16,4 Kilometer, etwa zehn Kilometer südöstlich von Solberg mündet der Solbergsån in den Norra Anundsjöån. Die Quelle des Flusses ist ein Moorgebiet um die Svarttopptjärnarna. Hier befindet sich auch die Wasserscheide zwischen dem Moälven, dessen Einzugsgebiet sich nach Südosten verbreitert, und dem Ångermanälven, der in südwestlicher Richtung fließt.